# Miguel Ángel Rios
Miguel Ángel Rios (né le 6 juin 1981) est un footballeur bolivien. Il évolue au poste de milieu de terrain au Club Deportivo Guabirá, club du Liga de Fútbol Profesional Boliviano.

## Biographie

### En club
Miguel Ángel Rios commence sa carrière en 2010 avec le Club Deportivo Guabirá, il joue toujours avec cette équipe.

### En équipe nationale
Miguel Ángel Rios joue son premier match international le 14 août 2013 : il s'agit d'un match amical face au Venezuela.